# Aortite
Con aortite si intende, in campo medico, l'infiammazione della parete dell'arteria aorta. Tale patologia è rara e potenzialmente pericolosa per la vita. Si stima che, in Europa e negli Stati Uniti, si verifichino solo dagli 1 ai 3 casi all'anno di aortite per milione di persone. L'aortite è più comune nelle persone di età compresa tra 10 e i 40 anni.

## Cause
L'aortite può essere dovuta a diverse cause, tra cui traumi, infezioni virali o batteriche (in particolare la sifilide) e alcuni malattie del sistema immunitario e del tessuto connettivo.
L'aortite è più comunemente osservata nei pazienti con sifilide, vasculite autoimmune (arterite a cellule giganti, arterite di Takayasu), polimialgia reumatica e artrite reumatoide. La malattia correlata alle IgG4 è stata più recentemente identificata come causa di aortite e anche come causa di periaortite (infiammazione che circonda l'aorta).
Esiste una vasta gamma di sintomi che dipendono dalla posizione dell'infiammazione aortica o del disturbo associato. Alcuni sintomi riconosciuti nei pazienti sono febbre, brividi, dolori muscolari e malessere generale. Inoltre, può verificarsi ipertensione che si verifica quando l'arteria renale si restringe e l'elasticità dell'aorta e dei suoi rami diminuisce.